# Gruvarbetarstrejken i Storbritannien 1984–1985

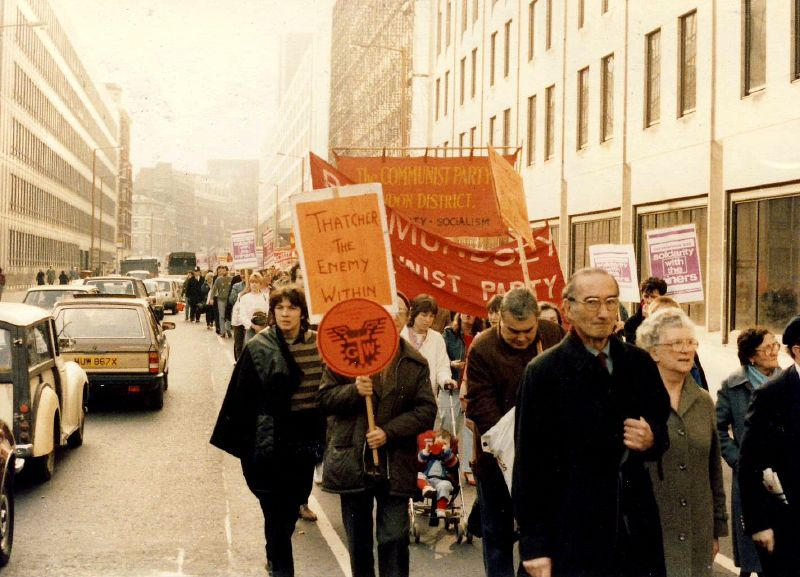
Demonstration i London 1984, till stöd för de strejkande gruvarbetarna.

Gruvarbetarstrejken i Storbritannien 1984–1985 var en stor arbetskonflikt i Storbritanniens kolgruveindustri. Strejkens misslyckande innebar slutet för fackföreningarnas starka inflytande i Storbritannien. 

## Förhistoria
Den brittiska kolgruveindustrin var statligt ägd och subventionerad, och regeringen under Margaret Thatcher (premiärminister sedan 1979) ville, trots att hanteringen delvis var den modernaste i hela Europa, lägga ner gruvorna varpå strejker startade. Anledningen till detta var att hon ville bryta ner det stora inflytande fackföreningarna hade i det brittiska samhället, inte minst inom gruvindustrin. National Union of Mineworkers (NUM) hade stått bakom riksomfattande strejker i Storbritannien 1972 och 1974. NUM var under 1900-talet en av de starkaste fackföreningarna i Storbritannien och hade ett stort inflytande i politiken. 1972 års strejk ledde till att undantagstillstånd utlystes i Storbritannien. Landet lamslogs när kolgruvorna slutade leverera energi. Storbritannien hade under 1970-talet haft ett antal omfattande strejker, bland annat vintern 1978–1979 då landet lamslogs av strejker (läs mer: Winter of Discontent).
1977 publicerades Ridley-dokumentet (döpt efter konservative transportministern Nicholas Ridley) i The Economist, en strategirapport som la upp riktlinjerna för hur en kommande toryregering skulle agera vid arbetsmarknadskonflikter inom kol- och energiindustrin och dess fackföreningar. Bland annat skulle staten bygga upp lager med kol utifall en strejk skulle inträffa, samt subventionera kärnkraft. Denna rapport ska också ses mot bakgrund av Birmingham-strejken 1972, där strejkande gruvarbetare med stöd av andra fackförbund (bland annat från fordonsindustrin i Birmingham) utan våldsamheter forcerade fram en stängning av Saltley Coke-depån (Battle of Saltley Gate) med Arthur Scargill som ledare. 1974 spelade gruvfacket en roll när Edward Heaths regering tvingades avgå efter nyval.

## Strejken 1984–1985
Direkt utlösande faktorn blev offentliggörandet av National Coal Boards ordförande Ian McGregor den 6 mars 1984 att olönsamma gruvor skulle läggas ner och att övriga gruvor skulle privatiseras. I ett första steg skulle 20 gruvor läggas ned och 20 000 anställda mista sina jobb. Kolutvinningen skulle minskas med 4 miljoner ton årligen. Fackordförande Arthur Scargill utropade strejken den 12 mars 1984. 

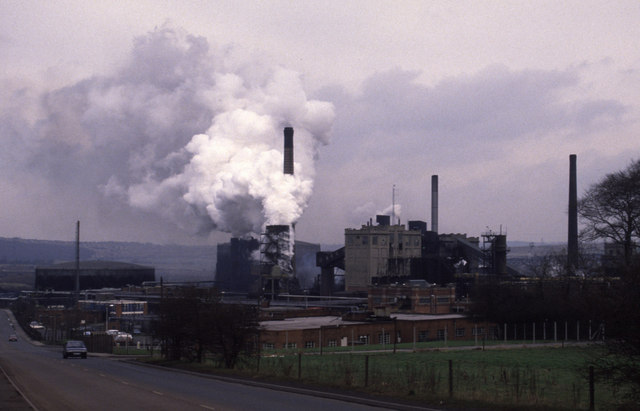
Orgreaves koksfabrik, 1989.

18 juni 1984 följde en sammandrabbning mellan gruvarbetare och polis i Orgreave (The Battle of Orgreave). Vid British Steels anläggning i Orgreave utanför Sheffield tänkte fackets medlemmar blockera anläggningen. Polisen organiserade motåtgärder. NUM hade 5000-6000 personer på plats och 4000-8000 poliser hade kommenderats dit.
Konflikten blev hård och medförde bland annat inkallandet av polisstyrkor och tio personer dog under strejken, bland annat tre tonåringar på jakt efter kol. Polisens taktik under strejkerna väckte kritik, men åsynen av gruvarbetare som försökte hindra strejkbrytare att arbeta blev en chock även för en del som stödde strejkerna.[källa behövs]
Strejken 1984–1985 slutade med nederlag för National Union of Mineworkers (NUM) under dess ledare Arthur Scargill. Den brittiska fackföreningsrörelsen försvagades och dess tidigare starka politiska inflytande försvann. Regeringen kunde fortsätta privatiseringen och minskandet av statliga subventioner till olönsamma företag. Samtidigt distanserade sig Labour från fackföreningarna. 

Stigande desperation och fattigdom bland de strejkande familjerna, som under strejken inte fick någon inkomst alls, ledde till splittring bland gruvarbetarna. En grupp arbetare, som var resignerade inför det kommande nederlaget och trötta av månaders protester, började gå emot fackföreningens beslut, bildade utbrytargrupper och rådde arbetare att det enda möjliga var att återgå till arbetet, eftersom striden redan var förlorad. Gruvarbetarstrejken varade ett helt år innan ledningen för NUM gav sig utan att ha fått ett avtal. Den konservativa regeringen stängde alla utom 15 av landets gruvor. De kvarvarande 15 såldes och privatiserades 1994.